# Yankton
Yankton è una città e il capoluogo dell'omonima contea nello Stato del Dakota del Sud, negli Stati Uniti. Aveva una popolazione di 15 411 abitanti al censimento del 2020. Inoltre è la città principale dell'area micropolitana di Yankton, comprendente l'intera contea di Yankton e che, secondo il censimento del 1º luglio 2021, possedeva una popolazione stimata di 23 297 abitanti. Prima capitale del Territorio del Dakota, prende il nome dalla tribù degli Yankton; il nome Yankton deriva dalla parola dakota I-hank-ton-wan (letteralmente "la fine del villaggio").
Yankton è situata sul fiume Missouri, appena a valle della diga di Gavins Point e del lago Lewis and Clark, e appena a monte della confluenza con il fiume James. In città si trova la sede del Missouri National Recreational River, un'associazione facente parte del National Park Service. Lo Human Services Center, costruito nel 1882 come ospedale psichiatrico, è iscritto nel National Register of Historic Places.
Yankton è soprannominata "River City", a causa della sua vicinanza al fiume Missouri, che ha avuto un ruolo importante nella fondazione e nella crescita della città. Yankton è anche soprannominata "la città madre delle Dakota", per via della sua importanza durante l'esistenza del Territorio del Dakota, successivamente diviso in due stati separati chiamati Dakota del Nord e Dakota del Sud.
In passato, grazie allo sfruttamento della formazione calcarea di Fort Hays per la produzione del cemento, che veniva spedito attraverso il canale di Panama, Yankton era anche soprannominata "Cement City".

## Geografia fisica
Secondo l'Ufficio del censimento degli Stati Uniti, ha una superficie totale di 8,45 mi² (21,89 km²).

## Società

### Evoluzione demografica
Secondo il censimento del 2020, la popolazione era di 15 411 abitanti.